# Darkness and light
Darkness and light is een studioalbum van Stephan Micus. Hij nam het op in de MCM Studio en de Studio Giesing te München. Micus keerde na twee zeer experimentele albums met bloempotten en bewerkte stenen terug naar zijn oude stiel. Hij bespeelde op dit album weer de exotische muziekinstrumenten waarmee hij eerder werkte.

## Musici
- Stephan Micus – Spaanse gitaar, dilruba, kortholt, suling, ki un ki, fluitjes, Balinese gong, sho.

## Muziek
| Nr. | Titel                       | Duur  |
| --- | --------------------------- | ----- |
| 1.  | Darkness and light (part 1) | 29:43 |
| 2.  | Darkness and light (part 2) | 10:15 |
| 3.  | Darkness and light (part 3) | 13:10 |